# Anthocharis midea
Anthocharis midea es una especie de mariposas de la familia Pieridae (subfamilia Pierinae, tribu Anthocharini). Incluye dos subespecies, que se distribuyen por Massachusetts, Connecticut y Texas.

## Subespecies
- Anthocharis midea midea (Hübner, 1809)
- Anthocharis midea annickae (dos Passos y Klots de 1969)
- Anthocharis midea texana (Gatrelle, 1998)

## Plantas huéspedes
- Arabis glabra
- Arabidopsis lyrata
- Arabis serotina
- Barbarea verna
- Boechera canadensis
- Boechera grahamii
- Boechera laevigata
- Cardamine angustata
- Cardamine bulbosa
- Cardamine concatenata
- Cardamine diphylla
- Cardamine hirsuta
- Cardamine parviflora
- Lepidium densiflorum